# Albert Morissette
Pour les articles homonymes, voir Morissette.
Albert Morissette, né le 2 novembre 1901 à Sainte-Sophie-de-Lévrard et mort le 31 mars 1972 à Sainte-Foy, est un homme politique québécois.

## Hommages
La rue Morissette à Victoriaville a été nommée en son honneur.